# 広瀬道明
広瀬 道明（ひろせ みちあき、1950年〈昭和25年〉10月2日 - ）は、日本の実業家。東京ガス元社長。東京都公安委員会委員長。

## 経歴・人物
東京都出身。東京都立新宿高等学校、早稲田大学政治経済学部卒業後、1974年（昭和49年）東京ガス入社。常務執行役員などを経て、2012年（平成24年）副社長、2014年（平成26年）4月社長に就任。2018年（平成30年）4月から取締役会長、2023年退任。また、2022年（令和4年）から東京都公安委員会委員長。任期は2025年（令和7年）10月19日まで。
2023年（令和5年）春の叙勲において旭日大綬章を受章した。
趣味は囲碁。高校の後輩に東京電力社長の廣瀬直己が居る（血縁関係は無い）。